# 1570'erne
Århundreder: 15. århundrede – 16. århundrede – 17. århundrede
Årtier: 1520'erne 1530'erne 1540'erne 1550'erne 1560'erne – 1570'erne – 1580'erne 1590'erne 1600'erne 1610'erne 1620'erne
År: 1570 1571 1572 1573 1574 1575 1576 1577 1578 1579
Begivenheder
Personer